# 愛荘町立秦荘西小学校
愛荘町立秦荘西小学校（あいしょうちょうりつはたしょうにししょうがっこう）は、滋賀県愛知郡愛荘町島川にある公立小学校。

## 沿革
- 1886年（明治19年）11月 - 智彰学校（島川）、弁明学校（北八木）、成業学校（栗田）、長束学校（長塚・共に明治8年8月創立）を廃し、簡易科島川小学校を設置。
- 1889年（明治22年）8月 - 昌業小学校（香之庄・明治7年創立）を廃し、簡易科香之庄学校を設置。
- 1908年（明治41年）4月 - 尋常科八木荘小学校と改称し、香之庄分教場を開設。同月内に、八木荘尋常高等小学校と改称。
- 1920年（大正9年）10月 - 講堂新築。
- 1927年（昭和2年）12月 - 本館新築。
- 1939年（昭和14年） - 3度にわたり、運動場拡張。
- 1941年（昭和16年）4月 - 国民学校令により、八木荘国民学校と改称。
- 1942年（昭和17年） - 3度にわたり、運動場拡張。
- 1947年（昭和22年）4月 - 学制改革により、八木荘村立八木荘小学校と改称。
- 1953年（昭和28年） - 3度にわたり、運動場拡張。
- 1955年（昭和30年）4月1日 - 秦川村と八木荘村が合併した秦荘町発足により、秦荘町立秦荘西小学校と改称。
- 1961年（昭和36年）
  - 3月 - 香之庄分校廃止。
  - 5月 - 鉄筋校舎と給食室が完成し、給食開始。
- 1963年（昭和38年）8月 - プール完成。
- 1983年（昭和58年）
  - 6月 - 新校舎竣工。
  - 12月 - 体育館が竣工し、中庭と飼育小屋が完工。
- 1984年（昭和59年）9月 - 運動場完工。
- 1986年（昭和61年）6月 - 新プール完成。
- 1987年（昭和62年）7月 - 倉庫完成。
- 1995年（平成7年）6月 - 福井県越前町立城崎小学校と姉妹校提携を結ぶ。
- 1996年（平成8年）8月 - コンピュータ40台導入。
- 1999年（平成11年）9月 - 放送室機器入れ替え。
- 2000年（平成12年）8月 - 校舎・体育館屋根全面塗装し、改修。
- 2003年（平成15年）12月 - コンピュータ40台入れ替え。
- 2004年（平成16年）10月 - コンピュータを各教室に設置。
- 2005年（平成17年）11月 - 運動場土の入れ替え。
- 2006年（平成18年）2月13日 - 秦荘町と愛知川町が合併した愛荘町発足により、愛荘町立秦荘西小学校と改称。
- 2007年（平成19年）度 - 児童棟、管理棟、体育館の大規模改修を実施。
- 2008年（平成20年）度 - 児童棟、管理棟、体育館の大規模改修を実施。
- 2009年（平成21年）2月 - コンピューター40台入れ替え。デジタルテレビ導入。学童保育部屋設置。

## 学校教育目標
- 未来に花咲く、自律的な子どもの育成

## のびのびタイム
- 本校では、1時限40分の午前5時限にし、これにより生み出した時間の一部を「自己選択学習の時間」とする『のびのびタイム』を実施している[1]。

## 通学区域と進学先中学校
出典

### 通学区域
- 上蚊野、松尾寺、斧磨、岩倉、蚊野、軽野、安孫子、東出、竹原、常安寺、円城寺、西出、深草、目加田

### 進学先中学校
- 愛荘町立秦荘中学校

## 周辺
- 島川神社 - 愛荘町道をはさんで、校地北側に隣接。
  - 島川神社以外の神社仏閣も点在。
- 滋賀県道28号湖東愛知川線
- 島川農業者集会所
- 長塚区公園
- 愛荘町立長塚地域総合センター
  - 長塚会館
  - 長塚教育集会場
  - 長塚老人憩の家

## アクセス
- 近江鉄道バス「角能線」・愛のりタクシーあいしょう「愛荘西部線」で、島川停留所から、徒歩約185m・約3分。